# Tullahassee (Oklahoma)
Tullahassee es un pueblo ubicado en el condado de Wagoner en el estado estadounidense de Oklahoma. En el año 2010 tenía una población de 106 habitantes y una densidad poblacional de 75,71 personas por km².

## Geografía
Tullahassee se encuentra ubicado en las coordenadas 35°50′16″N 95°26′21″O / 35.83778, -95.43917 (35.837758, -95.439295).

## Demografía
Según la Oficina del Censo en 2000 los ingresos medios por hogar en la localidad eran de $14,750 y los ingresos medios por familia eran $13,750. Los hombres tenían unos ingresos medios de $21,875 frente a los $12,500 para las mujeres. La renta per cápita para la localidad era de $8,537. Alrededor del 58.9% de la población estaban por debajo del umbral de pobreza.